# Utkatasana

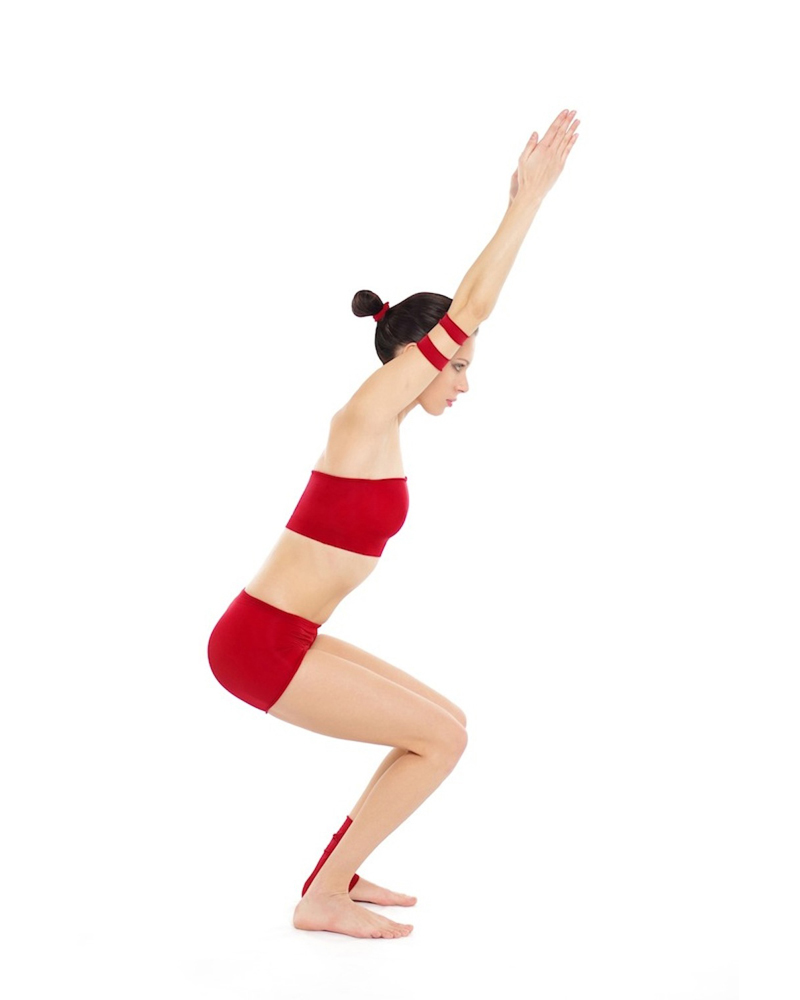
Utkatasana

Utkatasana ovvero posizione della sedia, è una posizione di Hatha Yoga. Deriva dal sanscrito "utkata" che significa "forza" e "āsana" che significa "posizione".

## Scopo della posizione
La posizione ha lo scopo di rafforzare le gambe e le braccia, ed estendere la spina, le spalle ed i muscoli pettorali.

## Posizione
Partendo dalla posizione in piedi, con le gambe dritte aperte come l'apertura delle anche, portare le braccia dritte in alto sopra la testa unendo le mani come in preghiera con le dita verso l'alto. Inspirando, piegare lentamente le gambe ad angolo retto, mantenendo le piante dei piedi ancorate al pavimento e le braccia ben distese in alto.